# Váratlan szépség
A Váratlan szépség (eredeti cím: Collateral Beauty) 2016-ban bemutatott amerikai filmdráma, amelyet David Frankel rendezett.
A forgatókönyvet Allan Loeb írta. A producerei Bard Dorros, Michael Sugar, Allan Loeb, Anthony Bregman és Kevin Frakes. A főszerepekben Will Smith, Edward Norton, Keira Knightley, Michael Peña, Naomie Harris, Jacob Latimore, Kate Winslet és Helen Mirren láthatóak. A zeneszerzője Theodore Shapiro. A tévéfilm gyártója a New Line Cinema, a Village Roadshow Pictures, a RatPac-Dune Entertainment, az Overbrook Entertainment, az Anonymous Content, a PalmStar Media és a Likely Story, forgalmazója a Warner Bros. Pictures.
Amerikában 2016. december 16-án, Magyarországon 2016. december 22-én mutatták be a mozikban.

## Rövid történet
Egy tragédia után az élettől visszavonulva egy férfi megkérdőjelezi az univerzumot, és levelet ír a Szerelemnek, az Időnek és a Halálnak. Váratlan válaszokat kap, és kezdi látni, hogyan kapcsolódnak ezek a dolgok egymáshoz, és hogy még a veszteség is felfedheti az értelem és a szépség pillanatait.

## Szereplők
| Szereplő      | Színész         | Magyar hang      |
| ------------- | --------------- | ---------------- |
| Howard        | Will Smith      | Kálid Artúr      |
| Whit          | Edward Norton   | Kaszás Gergő     |
| Claire        | Kate Winslet    | Ónodi Eszter     |
| Amy           | Keira Knightley | Szinetár Dóra    |
| Simon         | Michael Peña    | Csőre Gábor      |
| Madeleine     | Naomie Harris   | Nádasi Veronika  |
| Brigitte      | Helen Mirren    | Bánsági Ildikó   |
| Raffi         | Jacob Latimore  | Jéger Zsombor    |
| Allison       | Kylie Rogers    | Gyarmati Laura   |
| Sally Price   | Ann Dowd        | Andresz Kati     |
| Whit anyja    | Mary Beth Peil  | Erdélyi Mari     |
| Olivia        | Alyssa Cheatham | Szűcs Anna Viola |
| Sally unokája | Benjamin Snyder | Mayer Marcell    |
| Mark          | Michael Cumpsty | Kardos Róbert    |
| Portás        | Jimmy Palumbo   | Kapácsy Miklós   |